# Iragna
Iragna è una frazione di 561 abitanti del comune svizzero di Riviera, nel Canton Ticino (distretto di Riviera).

## Storia

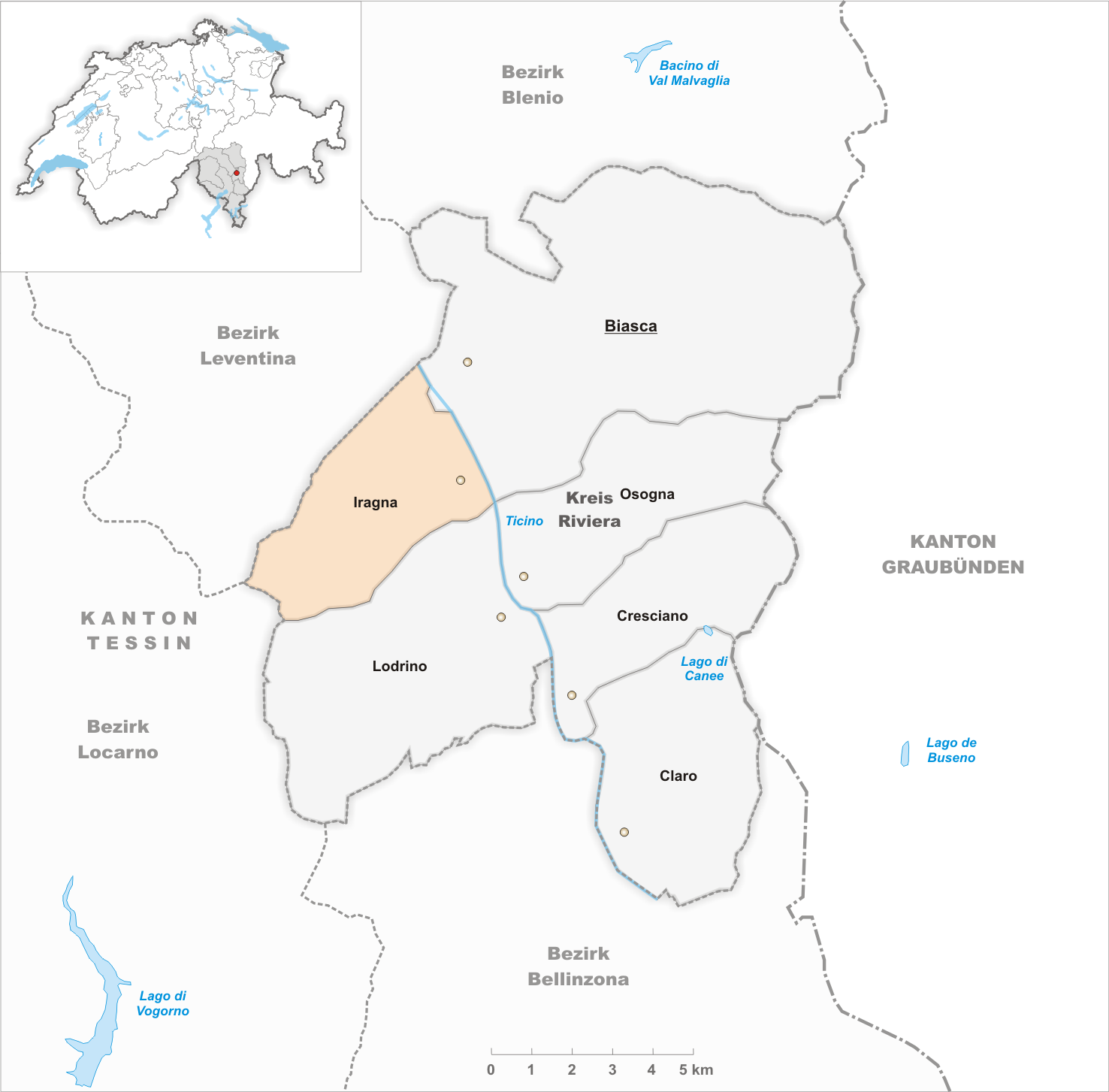
Il territorio del comune di Iragna prima degli accorpamenti comunali del 2017

Già comune autonomo che si estendeva per 18,3 km², il 2 aprile 2017 è stato accorpato agli altri comuni soppressi di Cresciano, Lodrino e Osogna per formare il comune di Riviera. Iragna nel 1996 fu dichiarato il più bel comune della Svizzera.

## Monumenti e luoghi d'interesse

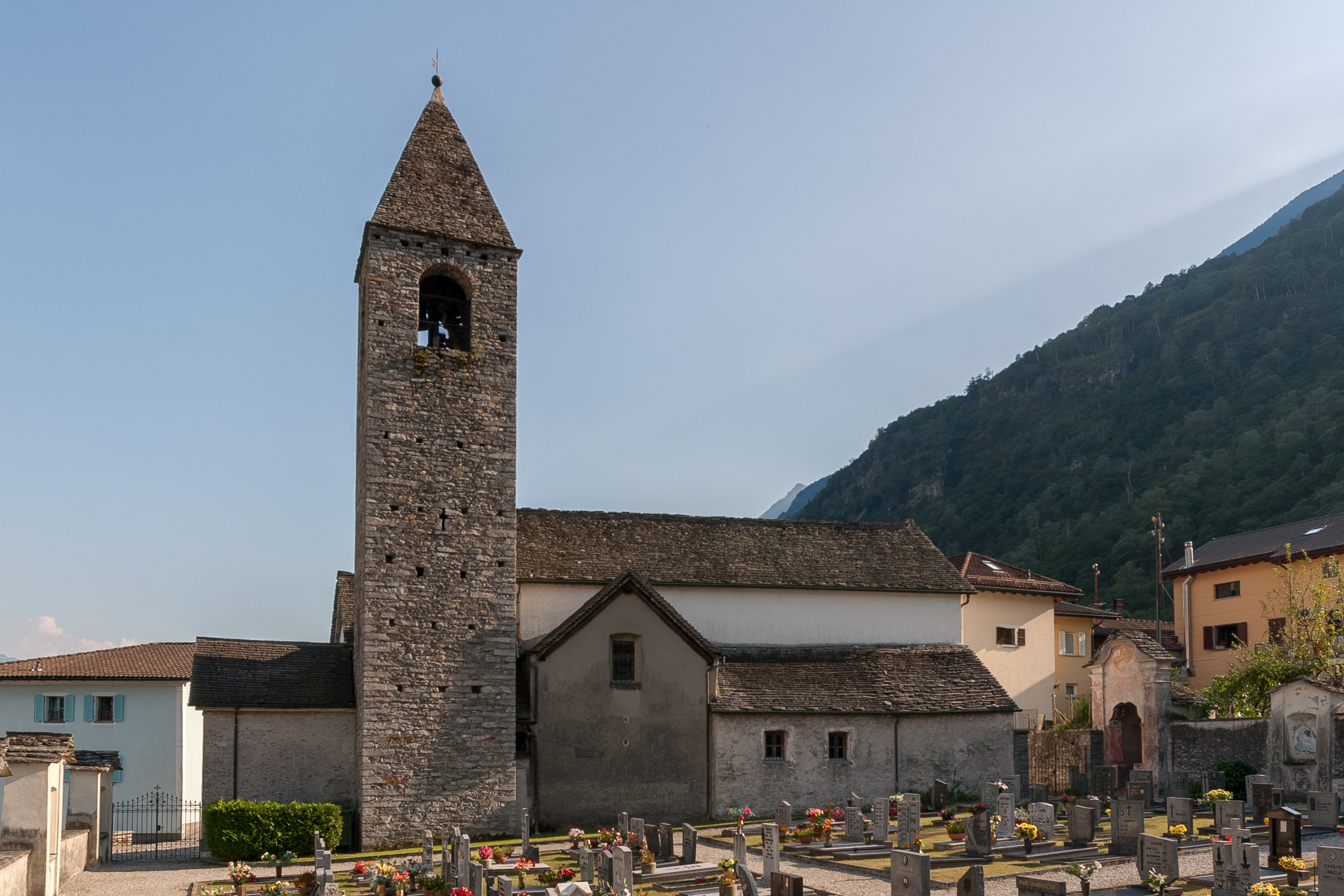
La chiesa dei Santi Martiri Maccabei

- Chiesa dei Santi Martiri Maccabei, già chiesa dei Santi Eusebio e Gaudenzio, attestata dal 1210[4][5].

## Società

### Evoluzione demografica
L'evoluzione demografica è riportata nella seguente tabella:
Abitanti censiti

## Amministrazione
Ogni famiglia originaria del luogo fa parte del cosiddetto comune patriziale e ha la responsabilità della manutenzione di ogni bene ricadente all'interno dei confini della frazione.